# Communauté d'agglomération Riom Limagne et Volcans
La communauté d'agglomération Riom Limagne et Volcans (dite RLV, de manière abrégée) est une communauté d'agglomération française, située dans le département du Puy-de-Dôme en région Auvergne-Rhône-Alpes.
Riom Limagne et Volcans a été créée le 1er janvier 2017, dans le cadre du projet de schéma départemental de coopération intercommunale du Puy-de-Dôme. Elle est issue de la fusion des communautés de communes de Limagne d'Ennezat, Riom-Communauté et Volvic Sources et Volcans.
Le 1er janvier 2018, la communauté de communes devient une communauté d'agglomération.
Elle est le deuxième EPCI du département en importance économique et démographique après Clermont Auvergne Métropole.

## Historique
Le schéma départemental de coopération intercommunale (SDCI) du Puy-de-Dôme, dévoilé en octobre 2015, proposait la fusion des communautés de communes de Limagne d'Ennezat, Riom-Communauté et Volvic Sources et Volcans. À l'origine, cette fusion devait rassembler 32 communes. Cellule et La Moutade ayant fusionnées pour constituer la commune nouvelle de Chambaron sur Morge, le nombre de communes est réduit à 31. Par ailleurs, la population, de 64 255 habitants en 2012 (population municipale), supérieure à 50 000, permet théoriquement à la future structure intercommunale la constitution d'une communauté d'agglomération.
Le périmètre proposé n'est pas modifié à la suite de l'adoption du SDCI en mars 2016. La fusion des trois communautés de communes est prononcée par un arrêté préfectoral du 12 décembre 2016. Toutefois, elle reste une communauté de communes à cause de la compétence transport jugée complexe ; elle prend le nom de « Riom Limagne et Volcans ».
Les élus de la communauté de communes se sont réunis le 30 mai 2017 afin d'étudier sa transformation en communauté d'agglomération. Cette transformation, votée favorablement au conseil communautaire le 26 septembre 2017, est autorisée par un arrêté préfectoral du 22 décembre 2017.

### Logo
À sa création, Riom Limagne et Volcans disposait d'un logo provisoire.
Le logo définitif a été révélé en conseil communautaire le 26 septembre 2017 par Jean-Philippe Perret, vice-président de la communauté de communes. Ce logo, « symbole de dynamisme, de modernité et de solidarité » utilise trois couleurs : bleu pour « l'eau et les sources », vert pour « les champs, la nature, la forêt, l'agriculture » et rouge pour « la fusion, le lien social [et] le rassemblement ». Il a été réalisé par l'une des quatre agences de communication consultées par l'intercommunalité.

Logo provisoire en vigueur jusqu'à septembre 2017.
Logo définitif depuis fin septembre 2017.
Déclinaison du logo définitif depuis fin septembre 2017.

## Territoire communautaire

### Géographie
Riom Limagne et Volcans est située au nord du département du Puy-de-Dôme ; c'est l'une des quatre intercommunalités du pôle d'équilibre territorial et rural du pays du Grand Clermont. Elle jouxte Clermont Auvergne Métropole au sud et les communautés de communes Chavanon Combrailles et Volcans à l'ouest, Combrailles Sioule et Morge au nord, Plaine Limagne au nord-est et Entre Dore et Allier à l'est.

### Composition
La communauté d'agglomération est composée de 31 communes, toutes situées dans l'arrondissement de Riom.
Les limites territoriales des cinq arrondissements du Puy-de-Dôme ont été modifiées par un arrêté du préfet de région du 21 décembre 2016 afin que chaque établissement public de coopération intercommunale à fiscalité propre soit rattaché à un seul arrondissement au 1er janvier 2017. Ainsi, cinq communes (Chanat-la-Mouteyre, Lussat, Malintrat, Les Martres-d'Artière et Sayat) sont passées de l'arrondissement de Clermont-Ferrand à celui de Riom.
La communauté d'agglomération est composée des 31 communes suivantes :

| Nom                        | Code Insee | Gentilé          | Superficie (km2) | Population (dernière pop. légale) | Densité (hab./km2) |
| -------------------------- | ---------- | ---------------- | ---------------- | --------------------------------- | ------------------ |
| Riom (siège)               | 63300      | Riomois          | 31,97            | 18 680 (2022)                     | 584                |
| Chambaron sur Morge        | 63244      |                  | 14,05            | 1 779 (2022)                      | 127                |
| Chanat-la-Mouteyre         | 63083      | Chanatois        | 14,27            | 949 (2022)                        | 67                 |
| Chappes                    | 63089      |                  | 10,21            | 1 609 (2022)                      | 158                |
| Charbonnières-les-Varennes | 63092      | Coupaux          | 32,12            | 1 914 (2022)                      | 60                 |
| Châtel-Guyon               | 63103      | Châtel-Guyonnais | 14,06            | 6 294 (2022)                      | 448                |
| Chavaroux                  | 63107      | Chavarounaires   | 3,98             | 531 (2022)                        | 133                |
| Le Cheix-sur-Morge         | 63108      | Aucheixères      | 4,63             | 689 (2022)                        | 149                |
| Clerlande                  | 63112      | Clerlandais      | 8,31             | 631 (2022)                        | 76                 |
| Ennezat                    | 63148      | Nazadais         | 18,31            | 2 658 (2022)                      | 145                |
| Entraigues                 | 63149      |                  | 9,72             | 732 (2022)                        | 75                 |
| Enval                      | 63150      | Envalois         | 4,87             | 1 581 (2022)                      | 325                |
| Lussat                     | 63200      |                  | 9,17             | 944 (2022)                        | 103                |
| Malauzat                   | 63203      | Malauzaires      | 5,99             | 1 160 (2022)                      | 194                |
| Malintrat                  | 63204      | Malintraires     | 8,16             | 1 133 (2022)                      | 139                |
| Marsat                     | 63212      | Marsadaires      | 4,08             | 1 452 (2022)                      | 356                |
| Les Martres-d'Artière      | 63213      | Martrois         | 14,96            | 2 237 (2022)                      | 150                |
| Martres-sur-Morge          | 63215      | Martrois         | 8,22             | 732 (2022)                        | 89                 |
| Ménétrol                   | 63224      | Ménétrolois      | 8,94             | 1 641 (2022)                      | 184                |
| Mozac                      | 63245      | Mozacois         | 4,05             | 3 889 (2022)                      | 960                |
| Pessat-Villeneuve          | 63278      | Villeneuvois     | 6,26             | 744 (2022)                        | 119                |
| Pulvérières                | 63290      | Pulvérois        | 14,75            | 409 (2022)                        | 28                 |
| Saint-Beauzire             | 63322      |                  | 16,08            | 2 210 (2022)                      | 137                |
| Saint-Bonnet-près-Riom     | 63327      | Brayauds         | 7,03             | 2 078 (2022)                      | 296                |
| Saint-Ignat                | 63362      |                  | 15,37            | 917 (2022)                        | 60                 |
| Saint-Laure                | 63372      |                  | 6,89             | 694 (2022)                        | 101                |
| Saint-Ours                 | 63381      | Saint-Oursiens   | 55,64            | 1 691 (2022)                      | 30                 |
| Sayat                      | 63417      | Sayatois         | 8,29             | 2 519 (2022)                      | 304                |
| Surat                      | 63424      | Suratois         | 8,73             | 611 (2022)                        | 70                 |
| Varennes-sur-Morge         | 63443      | Varennois        | 4,93             | 432 (2022)                        | 88                 |
| Volvic                     | 63470      | Volvicois        | 27,78            | 4 779 (2022)                      | 172                |

### Démographie
| 1968   | 1975   | 1982   | 1990   | 1999   | 2010   | 2015   | 2021   |
| ------ | ------ | ------ | ------ | ------ | ------ | ------ | ------ |
| 38 932 | 43 253 | 50 104 | 55 715 | 57 534 | 63 069 | 66 264 | 67 978 |

## Administration

### Siège
Le siège de la communauté de communes est situé à Riom.

### Les élus
La communauté d'agglomération est gérée par un conseil communautaire composé de 60 membres représentant chacune des communes membres.
Leur répartition est fixée par l'arrêté préfectoral no 19-01850 du 9 octobre 2019 :
| Nombre de conseillers | Communes                                                      |
| --------------------- | ------------------------------------------------------------- |
| 17                    | Riom                                                          |
| 5                     | Châtel-Guyon                                                  |
| 4                     | Volvic                                                        |
| 3                     | Mozac                                                         |
| 2                     | Ennezat, Les Martres-d'Artière, Saint-Bonnet-près-Riom, Sayat |
| 1 (+ 1 suppléant)     | les 23 autres communes                                        |

Le nombre de délégués par commune reste inchangé pour la majeure partie des communes, toutefois Chambaron sur Morge et Saint-Beauzire ne comptent qu'un délégué (plus un suppléant) au lieu de deux et Saint-Bonnet-près-Riom en compte deux au lieu de un seul jusqu'alors.

### Présidence
Le président et les vice-présidents ont été élus le 9 janvier 2017 en conseil communautaire. Frédéric Bonnichon, maire de Châtel-Guyon, a été le premier président de l'intercommunalité.
Pour le mandat 2020-2026, le président et les vice-présidents ont été élus le 15 juillet 2020 en conseil communautaire.
| Période                                  | Période                       | Identité           | Étiquette | Qualité                                                                              |
| ---------------------------------------- | ----------------------------- | ------------------ | --------- | ------------------------------------------------------------------------------------ |
| Les données manquantes sont à compléter. |                               |                    |           |                                                                                      |
| 9 janvier 2017                           | En cours (au 15 juillet 2020) | Frédéric Bonnichon | LR        | Maire de Châtel-Guyon (2008 → ) Conseiller régional d'Auvergne-Rhône-Alpes (2015 → ) |

| No | Identité               | Qualité                                     | Délégation                             |
| -- | ---------------------- | ------------------------------------------- | -------------------------------------- |
| 1  | Pierre Pécoul          | Maire de Riom                               | Économie et emploi                     |
| 2  | Fabrice Magnet         | Maire d'Ennezat                             | Sport et associations                  |
| 3  | Evelyne Vaugien        | Conseillère municipale Riom                 | Social et solidarité                   |
| 4  | Christian Mélis        | Maire d'Enval                               | Mobilités et transports                |
| 5  | Eric Dersigny          | Conseiller municipal Volvic                 | Développement touristique              |
| 6  | Philippe Cartailler    | Maire de Saint-Ignat                        | Urbanisme                              |
| 7  | Philippe Gaillard      | Maire de Chambaron sur Morge                | Enfance et jeunesse                    |
| 8  | Anne-Catherine Lafarge | Maire de Marsat                             | Santé et démographie médicale          |
| 9  | Marc Régnoux           | Maire de Mozac                              | Finances et administration             |
| 10 | Alain Caze             | Maire de Saint-Ours                         | Travaux                                |
| 11 | Nathalie Abelard       | Adjointe au maire de Châtel-Guyon           | Environnement et développement durable |
| 12 | Pierre Chassaing       | 1er adjoint à Riom                          | Habitat                                |
| 13 | Patrice Gauthier       | Maire de Chappes                            | Eau et assainissement                  |
| 14 | Véronique De Marchi    | Adjointe au maire de Saint-Bonnet-près-Riom | Vie culturelle                         |

### Compétences
Riom Limagne et Volcans récupère à compter du 1er janvier 2017 toutes les compétences des anciens EPCI, en attendant les décisions du futur conseil communautaire[précision nécessaire]. À sa création, elle exerçait quatre compétences obligatoires, cinq optionnelles et au moins huit facultatives.
À compter du 1er janvier 2018, toute intercommunalité exerce la compétence « gestion des milieux aquatiques et prévention des inondations » (GEMAPI) à titre obligatoire. De plus, la transformation effective en communauté d'agglomération impose l'exercice de deux compétences obligatoires supplémentaires. Ainsi, en 2018, Riom Limagne et Volcans exercera, de plein droit, au lieu et place des communes, sept compétences obligatoires, quatre optionnelles et au moins cinq facultatives :
Compétences obligatoires
- Développement économique
- Aménagement de l'espace pour la conduite d'actions d'intérêt communautaire
- Aménagement, entretien et gestion des aires d'accueil des gens du voyage
- Collecte et traitement des déchets ménagers et assimilés
- Équilibre social de l'habitat (compétence obligatoire d'une communauté d'agglomération ; remplace l'ancienne compétence optionnelle « Politique du logement et du cadre de vie »[Off 1])
- Politique de la ville (compétence obligatoire d'une communauté d'agglomération)
- Gestion des milieux aquatiques et prévention des inondations (compétence obligatoire à partir du 1er janvier 2018)

Compétences optionnelles
- Création ou aménagement et entretien de la voirie d'intérêt communautaire, et création ou aménagement et gestion de parcs de stationnement d'intérêt communautaire
- Protection et mise en valeur de l'environnement et du cadre de vie
- Construction, entretien et fonctionnement d'équipements culturels et sportifs d'intérêt communautaire et d'équipements de l'enseignement pré-élémentaire et élémentaire d'intérêt communautaire
- Action sociale d'intérêt communautaire

Compétences facultatives
- Emploi
- Tourisme et patrimoine
- Actions culturelles et sportives
- Infrastructures de télécommunications à très haut débit
- Enfance et jeunesse, etc.

### Régime fiscal et budget
La communauté d'agglomération applique la fiscalité professionnelle unique.
À sa création, elle est dotée d'un budget principal et de douze budgets annexes issus des trois anciennes communautés de communes : deux d'entre eux proviennent de l'ancienne communauté de communes de Limagne d'Ennezat et cinq autres de Riom-Communauté et de Volvic Sources et Volcans.

## Projets et réalisations
De juin 2022 à fin 2023, la communauté d'agglomération procède à la rénovation et à l'extension de la piscine Béatrice Hess, devenue centre aquatique. Les objectifs principaux sont l'augmentation de la surface de bassins (quasiment doublée), l'augmentation de la capacité d'accueil des vestiaires scolaires et associatifs, et l'amélioration des performances énergétiques. Le centre ouvre ses portes le 27 décembre 2023.

#### Site officiel
1. 1 2 3  « PROCÈS-VERBAL DE SÉANCE - Conseil Communautaire du 26 septembre 2017 » [PDF], 26 septembre 2017 (consulté le 28 décembre 2017), p. 2-5.
2. ↑  « Annuaire des élus » (consulté le 25 avril 2019).

#### Autres sources
1. ↑  « Projet de schéma départemental de coopération intercommunale (SDCI) – Département du Puy-de-Dôme » [PDF], Préfecture du Puy-de-Dôme, octobre 2015 (consulté le 28 décembre 2016).
2. ↑  « Schéma départemental de coopération intercommunale (SDCI) – Département du Puy-de-Dôme » [PDF], Préfecture du Puy-de-Dôme, 30 mars 2016 (consulté le 28 décembre 2016).
3. ↑  « Procès Verbal Conseil Municipal d'Enval », 23 mai 2016, p. 2.
4. 1 2 3  Direction des collectivités territoriales et de l'environnement – Bureau du contrôle de légalité – Intercommunalité, « ARRÊTÉ prononçant : la fusion des communautés de communes « Limagne d'Ennezat », « Riom Communauté » et « Volvic Sources et Volcans » à compter du 1er janvier 2017 » [PDF], Recueil des actes administratifs no 63-2016-062, Préfecture du Puy-de-Dôme, 16 décembre 2016 (consulté le 28 décembre 2016), p. 125-135.
5. ↑  « Riom Limagne et Volcans - Les élus communautaires réunis à Mozac », sur La Montagne, 1er juin 2017 (consulté le 28 décembre 2017).
6. 1 2  Direction des collectivités territoriales et de l'environnement - Bureau du contrôle de légalité - Intercommunalité, « ARRÊTÉ no 17-02555 portant transformation de la communauté de communes « Riom Limagne et Volcans » en communauté d'agglomération » [PDF], Recueil des actes administratifs no 63-2017-124, Préfecture du Puy-de-Dôme, 27 décembre 2017 (consulté le 28 décembre 2017), p. 55-67.
7. ↑  « Intercommunalité-Métropole de CA Riom Limagne et Volcans (200070753) », sur Insee (consulté le 16 juillet 2020).
8. ↑  « Modification des limites territoriales des arrondissements du Puy-de-Dôme au 1er janvier 2017 », sur puy-de-dome.gouv.fr, Préfecture du Puy-de-Dôme, 28 décembre 2016 (consulté le 15 mars 2017).
9. ↑  Préfecture de la région Auvergne-Rhône-Alpes, « Arrêté no 16-536 du 21 décembre 2016 portant sur les modifications des limites territoriales des cinq arrondissements du Puy-de-Dôme » [PDF], Recueil des actes administratifs no 63-2016-065, sur puy-de-dome.gouv.fr, Préfecture du Puy-de-Dôme, 23 décembre 2016 (consulté le 15 mars 2017), p. 211-214.
10. ↑  « Population en historique depuis 1968 : CA Riom Limagne et Volcans (200070753). », sur Insee, 27 juin 2024 (consulté le 13 juillet 2024).
11. 1 2  « Fiche signalétique - CA Riom Limagne et Volcans (N° SIREN : 200070753). », sur Banatic, 1er janvier 2022 (consulté le 3 mars 2022)
12. ↑  Direction des collectivités territoriales et de l'environnement – Bureau du contrôle de légalité – Intercommunalité, « ARRETE no 19-01850 constatant le nombre total de sièges que comptera l'organe délibérant de la communauté d'agglomération « Riom Limagne et Volcans » ainsi que celui attribué à chaque commune membre, lors du prochain renouvellement général des conseils municipaux » [PDF], Recueil des actes administratifs no 63-2019-113, sur puy-de-dome.gouv.fr, Préfecture du Puy-de-Dôme, 30 octobre 2019 (consulté le 25 décembre 2019), p. 243-246.
13. ↑  « Frédéric Bonnichon élu à la tête de Riom, Limagne et Volcans », La Montagne,‎ 10 janvier 2017, p. 11 (éditions du Puy-de-Dôme).
14. 1 2  Arthur Cesbron, « Politique - Frédéric Bonnichon réélu à la présidence de l'agglo Riom Limagne et Volcans : découvrez les noms des quatorze vice-présidents », sur lamontagne.fr, 15 juillet 2020 (consulté le 16 juillet 2020).
15. ↑  « Centre aquatique Béatrice Hess », sur www.rlv.eu (consulté le 30 janvier 2024)